# Вейвода, Яромир
Яромир Вейвода (чеш. Jaromír Vejvoda; 28 марта 1902, Збраслав, Австро-Венгрия — 13 ноября 1988, там же) — чехословацкий композитор, автор знаменитой польки Розамунда.

## Биография
Яромир Вейвода родился в семье дирижёра духового оркестра. С детства играл на кларнете и скрипке. Играл в оркестре отца. В 1929 году написал «Мондранскую польку», позже ставшую всемирно известной как «полька Розамунда» (или «Полька пивной бочки»). Мелодия польки, популярная в современной американской кантри-музыке, парадоксальным образом использовалась в ряде эпизодов советской киноэпопее «Битва за Москву» как музыкальная тема наступления гитлеровцев.
Умер 13 ноября 1988 года.
У него было трое сыновей, один из них, Йозеф, также стал композитором. Дочь Йозефа Зузана — музыкальная актриса.